# Малімбада (підрозділ окружного секретаріату)
Підрозділ окружного секретаріату Малімбада — підрозділ окружного секретаріату округу Матара, Південна провінція, Шрі-Ланка. Головне місто - Малімбада. Складається з 66 Грама Ніладхарі.

## Демографія
| Кількість Грама Ніладхарі | Площа (км2) | Населення (2012) | Населення (2012) | Населення (2012)  | Населення (2012) | Населення (2012) | Населення (2012) | Густота населення (/км2) |
| Кількість Грама Ніладхарі | Площа (км2) | Сингали          | Ларакалла        | Ланкійські таміли | Індійські таміли | Інші             | Всього           | Густота населення (/км2) |
| ------------------------- | ----------- | ---------------- | ---------------- | ----------------- | ---------------- | ---------------- | ---------------- | ------------------------ |
| 66                        | 44,7        | 34,18            | 476              | 51                | 21               | 7                | 33,289           | 753                      |